# Закон Вагнера
Закон Вагнера (англ. Wagner's law), також відомий як закон зростання державної діяльності, полягає в тому, що державні витрати зростають зі зростанням національного доходу. Він названий на честь німецького економіста Адольфа Вагнера (1835—1917), який спочатку спостерігав ефект у своїй країні, а потім і в інших країнах.

## Індустріалізація
Цей закон тісно пов'язаний з індустріалізацією. Він передбачає, що розвиток індустріальної економіки супроводжуватиметься збільшенням частки державних витрат у валовому національному продукті:
|  | Поява сучасного індустріального суспільства призведе до посилення політичного тиску на соціальний прогрес і збільшення соціальної уваги з боку промисловості. Оригінальний текст (англ.) The advent of modern industrial society will result in increasing political pressure for social progress and increased allowance for social consideration by industry. |

## Соціальні держави
Закон Вагнера припускає, що держава загального добробуту розвивається з капіталізму вільного ринку, оскільки населення голосує за постійно зростаючі соціальні послуги в міру зростання доходу. Попри певну двозначність, Річард Масгрейв формально інтерпретував твердження Вагнера так:
|  | У міру індустріалізації прогресивних країн частка державного сектору в національній економіці постійно зростає. Збільшення державних видатків необхідне з трьох основних причин. Сам Вагнер визначив їх як (i) соціальна діяльність держави, (ii) адміністративні та захисні дії, і (iii) функції добробуту. Наведений нижче матеріал є, очевидно, набагато ширшою інтерпретацією оригінальних передумов Вагнера. - Соціально-політичні, тобто соціальні функції держави розширюються з часом: пенсійне страхування, допомога при стихійних лихах (внутрішніх чи зовнішніх), програми захисту навколишнього середовища тощо. - Економічні: розвиток науки і техніки, як наслідок збільшення державних замовлень на науку, технології, різноманітні інвестиційні проєкти тощо. - Фізичні: держава вдається до державних позик для покриття непередбачуваних витрат, а отже, зростає сума державного боргу та сума відсотків за ним, тобто збільшуються витрати на обслуговування боргу. Оригінальний текст (англ.) As progressive nations industrialize, the share of the public sector in the national economy grows continually. The increase in State Expenditure is needed because of three main reasons. Wagner himself identified these as (i) social activities of the state, (ii) administrative and protective actions, and (iii) welfare functions. The material below is an apparently much more generous interpretation of Wagner's original premise. * Socio-political, i.e., the state social functions expand over time: retirement insurance, natural disaster aid (either internal or external), environmental protection programs, etc. * Economic: science and technology advance, consequently there is an increase of state assignments into the sciences, technology and various investment projects, etc. * physical: the state resorts to government loans for covering contingencies, and thus the sum of government debt and interest amount grow; i.e., it is an increase in debt service expenditure. |

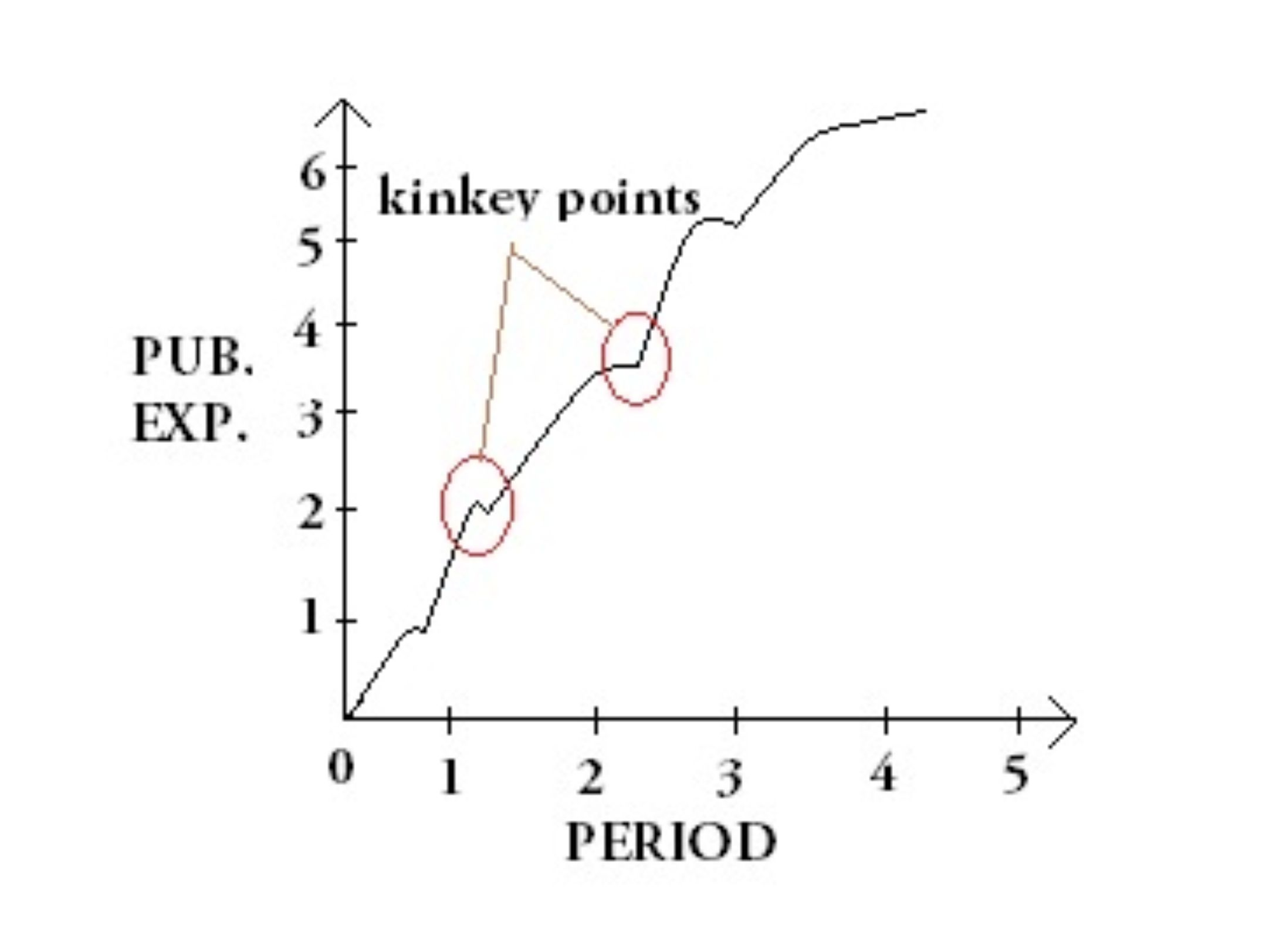
Графік, що демонструє перелом у збільшенні державних видатків у «гіпотезі Пікока–Вайзмена».

## Емпіричні докази
Докази закону Вагнера неоднозначні.
Дослідження 1961 року, проведене британськими економістами Аланом Т. Пікоком і Джеком Вайзменом, виявило, що закон Вагнера точно описує державні витрати у Сполученому Королівстві в період між 1891 і 1955 роками Далі вони заявили:
- У зв'язку з економічним розвитком протягом багатьох років відбулося значне збільшення надходжень до урядів, що призвело до зростання державних витрат;
- Уряд просто не може ігнорувати вимоги, які люди висувають щодо різноманітних послуг, особливо коли відбувається збільшення збору доходів за незмінної ставки оподаткування;
- Під час війни уряд підвищує податкові ставки, щоб отримати більше коштів для покриття збільшених витрат на оборону. Це відоме як ефект витіснення.[7] Такий «ефект витіснення» створюється, коли попередні нижчі рівні податків і видатків замінюються новими, вищими рівнями бюджету. Але воно залишається таким і після війни, оскільки люди до них звикають. Отже, збільшення доходів призводить до зростання державних витрат.

Інші дослідження також виявили тісний зв'язок між державними витратами та валовим внутрішнім продуктом на душу населення. Дослідження, як правило, показують підтримку закону Вагнера в країнах, що розвиваються, хоча деякі знайшли лише слабку підтримку.
- Південна Африка: «Закон Вагнера не знаходить підтримки в Південній Африці».[10]
- Туреччина: «Результати цього дослідження не підтверджують емпіричну дійсність закону Вагнера для Туреччини за період 1960—2000 рр.».[11]
- Нігерія: «У Нігерії не існує довгострокового зв'язку між державними витратами та обсягом виробництва».[12]
- Тайвань: «Не існує довгострокового зв'язку між державними витратами та виробництвом у… Тайвані».[13]
- Китай: «У Китаї не існує довгострокового зв'язку між державними витратами та виробництвом».[13]
- Нова Зеландія: дослідження виявило «підтримку закону Вагнера» в Новій Зеландії.[14]
- Греція та Португалія: дослідження виявило неоднозначні докази.[15]
- Індія: Дослідження знаходить «вагомі докази закону Вагнера» в Індії.[16]
- Шрі-Ланка: «Довгострокові результати не показали вагомих доказів на підтримку справедливості закону Вагнера для економіки Шрі-Ланки».[17]
- Ірак: «Є певні докази існування закону Вагнера, коли дохід і кілька форм витрат позначаються в номінальному вираженні. Коли розглядаються витрати в реальному вираженні, ланцюг причинно-наслідкових зв'язків проходить у протилежному напрямку».[18]

## Замітки
1. ↑  Wagner wrote in his native German, so the name of the law, Gesetz der wachsenden Staatsausgaben, is variably translated as the «law of increasing state activity» and the «law of expanding state activity».[1]